# Меарот
Меарот (ивр. נַחַל מְעָרוֹת‎, нахаль-меарот, «пещерная река») — пересыхающая река в Израиле, на горе Кармель, впадающая в Средиземное море.
Река начинается у руин Двела в городе Далият-эль-Кармель и течёт в каньоне, сложенном меловыми (в верхней части) и доломитовыми скалами, после чего впадает в Средиземное море к югу от Неве-Ям. Меловые и доломитовые породы разделены разломом, проходящим в направлении СЗ-ЮВ. У устья река течёт в твёрдых меловых породах, образовавшихся из окаменелых коралловых рифов. Основным притоком является река Харувим.
В скалах каньона были найдены пещеры с остатками палеолитических человеческих культур, территория вокруг них c 1971 года является заповедником Нахаль-Меарот. Река названа в честь этих пещер.